# Bending New Corners
 (mai 2017).
Si vous disposez d'ouvrages ou d'articles de référence ou si vous connaissez des sites web de qualité traitant du thème abordé ici, merci de compléter l'article en donnant les références utiles à sa vérifiabilité et en les liant à la section « Notes et références ».
Albums de Erik Truffaz
The dawn
(1998) The Mask
(2000)
Bending New Corners est le quatrième album du trompettiste de jazz français Erik Truffaz, sorti en 1999.

## Caractéristiques
- Si vous ne connaissez pas le sujet, laissez ce bandeau (vous pouvez alors contacter les auteurs).
- Si vous supprimez le contenu mis en cause (vous pouvez préalablement contacter les auteurs),

argumentez précisément cette suppression dans la page de discussion
(un manque de référence n'est pas un argument ; une recherche réelle de référence doit avoir été effectuée, être formellement documentée).
Cet album se caractérise par une inclusion massive d'influences tirées de musiques électroniques telles que le drum and bass ou le hip-hop, au niveau de ses rythmiques. Les harmonies et mélodies sont tantôt jazz (Betty, Siegfried, Friendly Fire), soit très tournées vers un son électronique ambient toujours proche du drum'n'bass ou de l'electro-ambiant (More, Less, Bending New Corners, Minaret).
Ainsi, aux morceaux utilisant une formule instrumentale classique (piano / contrebasse / batterie / trompette), on peut voir opposés des morceaux utilisant une formule instrumentale plus électrique (Fender Rhodes avec wah-wah et autres effets de spatialisation (panoramique, écho), trompette très réverbée, basse électrique, batterie).
Enfin, les textes slammés du rappeur Nya sur un nombre assez limité de titres (Sweet Mercy, Siegfried, Bending New Corners, Friendly Fire) viennent parfaire le brassage des styles effectué sur cet album.
Le titre And clôturant l'album peut s'apparenter à une sorte de rappel, reprenant les ambiances de More et de Minaret tout au long de ses 10 minutes.

## Liste des titres
| 1.    | Sweet Mercy                                    | 5:13  |
| 2.    | Arroyo                                         | 6:28  |
| 3.    | More                                           | 6:10  |
| 4.    | Less                                           | 3:56  |
| 5.    | Siegfried                                      | 6:56  |
| 6.    | Bending New Corners                            | 8:10  |
| 7.    | Betty                                          | 4:17  |
| 8.    | Minaret                                        | 5:58  |
| 9.    | Friendly Fire                                  | 4:18  |
| 10.   | And (renferme la composition cachée Minaret 2) | 10:11 |
| 61:37 |                                                |       |

## Crédits

### Membres du groupe
- Nya : chant
- Erik Truffaz : trompette
- Patrick Muller : piano, piano Fender Rhodes
- Marc Erbetta : batterie, percussions
- Marcello Giuliani : basse électrique, guitare acoustique

### Équipes technique et production
- Production : Erik Truffaz, Marc Erbetta, Marcello Giuliani, Patrick Muller
- Production (additionnelle) : Nicolas Pflug
- Composition : Erik Truffaz, Marc Erbetta, Marcello Giuliani, Nya, Patrick Muller
- Mastering : Alex Gopher
- Mixage : Benoît Corboz, Erik Truffaz, Marc Erbetta, Marcello Giuliani, Patrick Muller
- Enregistrement : Benoît Corboz
- Artwork : Bernard Amiard
- Photographie : Siegfried